# Blue Origin NS-20
Blue Origin NS-20 var bemannade flygning av Blue Origins New Shepard. Farkosten sköts upp på en kastbanefärd från Corn Ranch i Texas, den 31 mars 2022.
Den amerikanske komikern Pete Davidson skulle deltagit i flygningen, men efter att uppskjutningen flyttats från den 23 mars till den 31 mars kunde han inte delta. Han ersattes senare av Gary Lai.

## Besättning
| Turist | Marty Allen  |
| Turist | Sharon Hagle |
| Turist | Marc Hagle   |
| Turist | Jim Kitchen  |
| Turist | George Nield |
| Turist | Gary Lai     |